# Talaudkungsfiskare
Talaudkungsfiskare (Todiramphus enigma) är en fågel i familjen kungsfiskare inom ordningen praktfåglar.

## Utbredning och systematik
Fågeln förekommer i Talaudöarna (Karakelong och Salebabu). Den behandlas som monotypisk, det vill säga att den inte delas in i några underarter.

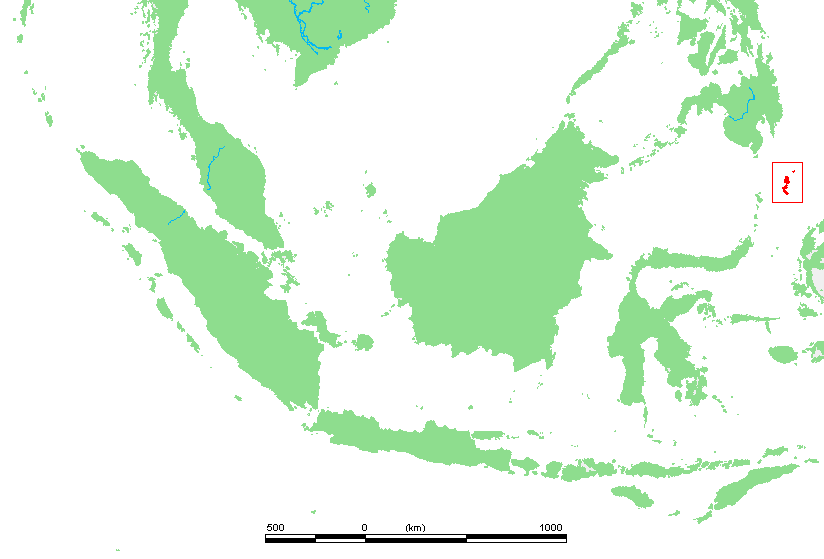
Fågeln är endemisk för Talaudöarna söder om Mindanao i Filippinerna, markerade i rött.

## Status
IUCN kategoriserar arten som nära hotad.